# Grammitis melanosticta
Grammitis melanosticta là một loài dương xỉ trong họ Polypodiaceae. Loài này được Kunze F. Seym. mô tả khoa học đầu tiên năm 1975.